# Kachō-ga

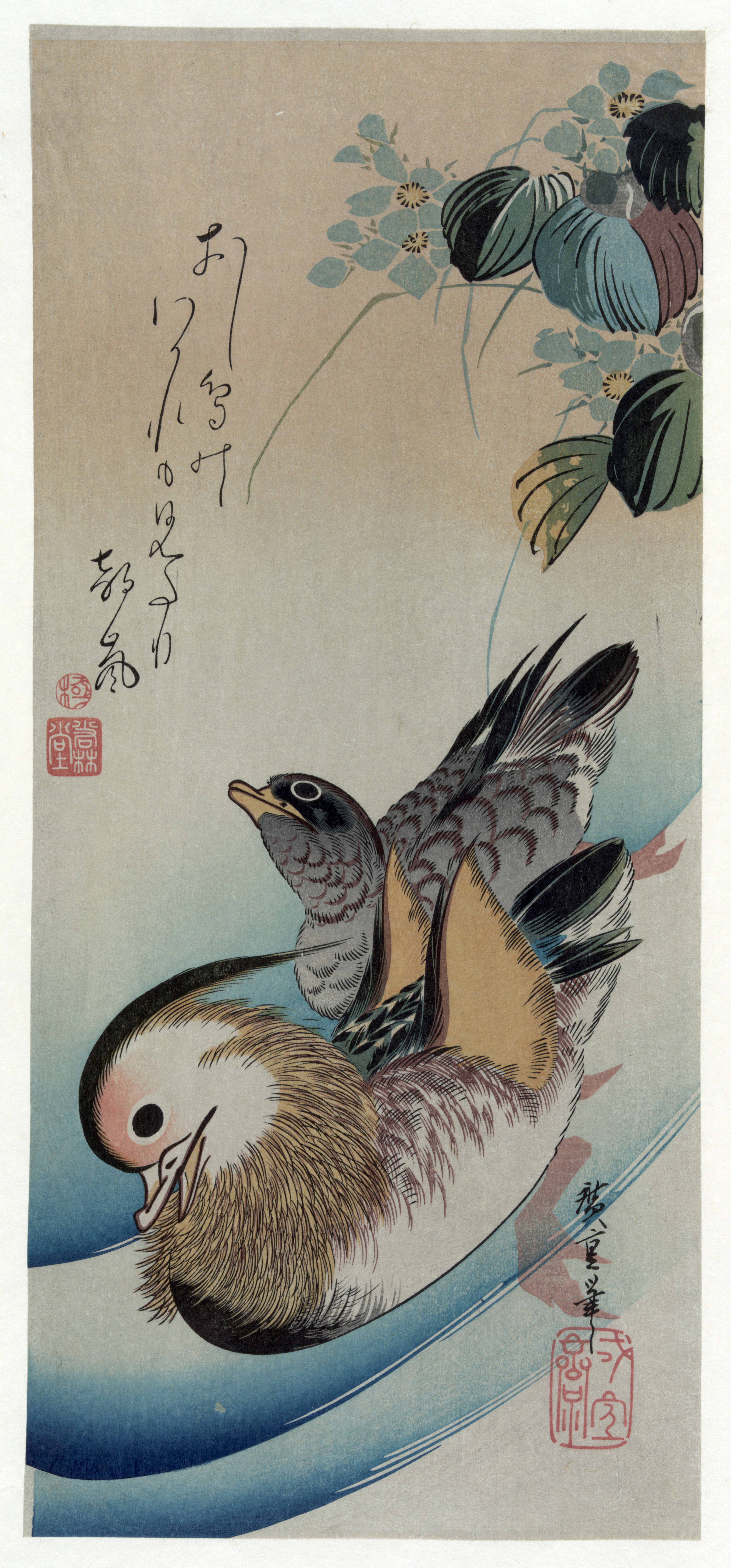
Oshidori, canards mandarins, symboles du bonheur conjugal. Estampe de Hiroshige (1830-1838).

Le terme japonais kachō-ga (花鳥画) ou kachō-e (花鳥絵) désigne dans l'estampe japonaise ukiyo-e des images d'oiseaux et de fleurs.
Hiroshige et Hokusai, et à un degré un peu moindre Utamaro avant eux, ont été parmi les grands artistes ukiyo-e à représenter le plus de kacho-ga.

## Présentation
Ce type d'estampes ukiyo-e prend ses sujets parmi les oiseaux, les plantes et les fleurs ; certaines se centrent sur les végétaux, alors que d'autres vont plutôt représenter des insectes, tels qu'abeilles et papillons, en guise d'oiseaux. Mais de nombreuses variantes existent, mettant en scène chiens, lapins ou biches, parmi des arbres ou des fleurs.
C'est surtout après l'apparition des « estampes de brocart » et leur large palette de couleurs, que les maîtres de l’ukiyo-e trouvent dans le kacho-ga un genre apte à mettre leur virtuosité en valeur.

## Principaux artistes dukachō-ga
Bien qu'il ne s'agisse pas d'estampes séparées, mais d'un livre utilisant également la technique de la gravure sur bois, l'ouvrage relié de 1787 peint par Utamaro, Le Livre des insectes (Ehon mushi erami) démontre bien les possibilités du genre, avec sa technique montrant un trait à la fois précis et souple.
Hokusai également a laissé quelques œuvres remarquables de ce genre : Pivoines et papillons, Coquelicots, ou encore Hortensias et hirondelles ou Moineaux et iris sont de merveilleuses illustrations du genre.
Enfin, Hiroshige produisit un nombre considérable de telles estampes, également de grande qualité.